# Бес (Уаза)
Бес (фр. Betz) — коммуна на севере Франции, регион О-де-Франс, департамент Уаза, округ Санлис, кантон Нантёй-ле-Одуэн. Расположена в 105 км к юго-востоку от Амьена и в 60 км к северо-востоку от Парижа, в 5 км от автомагистрали N2.
Население (2018) — 1 140 человек.

## Достопримечательности
- Шато Бес, принадлежащее королевской семье Марокко, где работает большая часть населения Беса
- Церковь Сен-Жермен XII—XVII веков

## Экономика
Уровень безработицы (2017) — 9,0 % (Франция в целом — 13,4 %, департамент Уаза — 13,8 %). 

Среднегодовой доход на 1 человека, евро (2018) — 25 390 (Франция в целом — 21 730, департамент Уаза — 22 150).

## Демография
Динамика численности населения, чел.

## Администрация
Пост мэра Беса с 2014 года занимает Марк Грандеманж (Marc Grandemange). На муниципальных выборах 2020 года возглавляемый им список победил в 1-м туре, получив 56,30 % голосов.
| Период | Период | Фамилия         | Партия | Примечания                                  |
| ------ | ------ | --------------- | ------ | ------------------------------------------- |
| 1977   | 1995   | Филипп Амлен    |        | фермер                                      |
| 1995   | 2004   | Филипп Буллан   |        | врач, член Генерального совета департамента |
| 2004   | 2014   | Колетт Телье    |        | секретарь мэрии                             |
| 2014   |        | Марк Грандеманж |        |                                             |

## Города-побратимы
- Схират, Марокко